# Louis-Riel
Pour les articles homonymes, voir Louis Riel (homonymie).
Louis-Riel est un quartier de référence de la Ville de Montréal situé dans l'arrondissement de Mercier–Hochelaga-Maisonneuve.
Il s'étend sur 12 hectares.
Le quartier est desservi par la station Cadillac du métro de Montréal.

## Situation
Louis-Riel est situé à l'emplacement de l'ancienne pépinière de Montréal, dans la partie nord du quartier Mercier-Ouest, entre les rues De Jumonville, Du Quesne, l'avenue de Carignan et le boulevard Rosemont.
Au nord, se trouve l'arrondissement d'Anjou.
La conseillère municipale du secteur est Alba Stella Zúñiga Ramos, la députée provinciale est Karine Boivin Roy et la députée fédérale est Soraya Martinez.
|  |

## Toponymie
Ce quartier de Montréal a été nommé en l’honneur de Louis Riel homme politique du XIXe siècle. Dans la tradition orale populaire, les personnes âgées du quartier, désignent le quartier Louis-Riel comme le « nouveau Rosemont »  en référence au quartier Rosemont plus au nord de la ville.

## Histoire
En 1663, la communauté religieuse des Sulpiciens sont propriétaires de la seigneurie de l'Île-de-Montréal. Les Sulpiciens octroient des terres aux colons venus s'établir en Nouvelle-France. En 1666, on construit le fort de Longue-Pointe (siué 2 Km au sud). Le secteur reste agricole pendant plus de deux siècles.
En 1883 est fondé le centre Grace Dart, un sanatorium pour personnes souffrant de tuberculose. Le centre sera fermé en 2022 et converti en logements abordables. Sur le territoire plus au nord, s'établit en 1949 la pépinière de Montréal gérée par la municipalité. À l'est, un cimetière est aménagé en 1916 du nom cimetière  de l’est aujourd'hui appelé le repos Saint-François d'Assise.
Avec la fermeture de la pépinière municipale, plusieurs parcs sont créés dans les années 1970 : le parc Pierre-Bédard, le parc de l'Ancienne-Pépinière et le parc Louis-Riel. Une école polyvalente s’établit au nord de ce nouveau quartier en construction.
Il y a le prolongement du boulevard Rosemont à partir de l’Hôpital Maisonneuve-Rosemont  jusqu’au Cimetière le repos Saint-François d'Assise.
La grande rue commerciale c'était la rue Sherbrooke Est. Ça a changé avec la construction du centre commercial Domaine.
Au début des années 1980, un important développement immobilier ampute le boisé des pères et une portion du parc de l'Ancienne-Pépinière.